# Rue Georges-Berger
La rue Georges-Berger est une voie située dans le quartier de la Plaine-de-Monceaux du 17e arrondissement de Paris.

## Situation et accès
La rue Georges-Berger est desservie par la ligne 2 à la station Monceau.

## Origine du nom

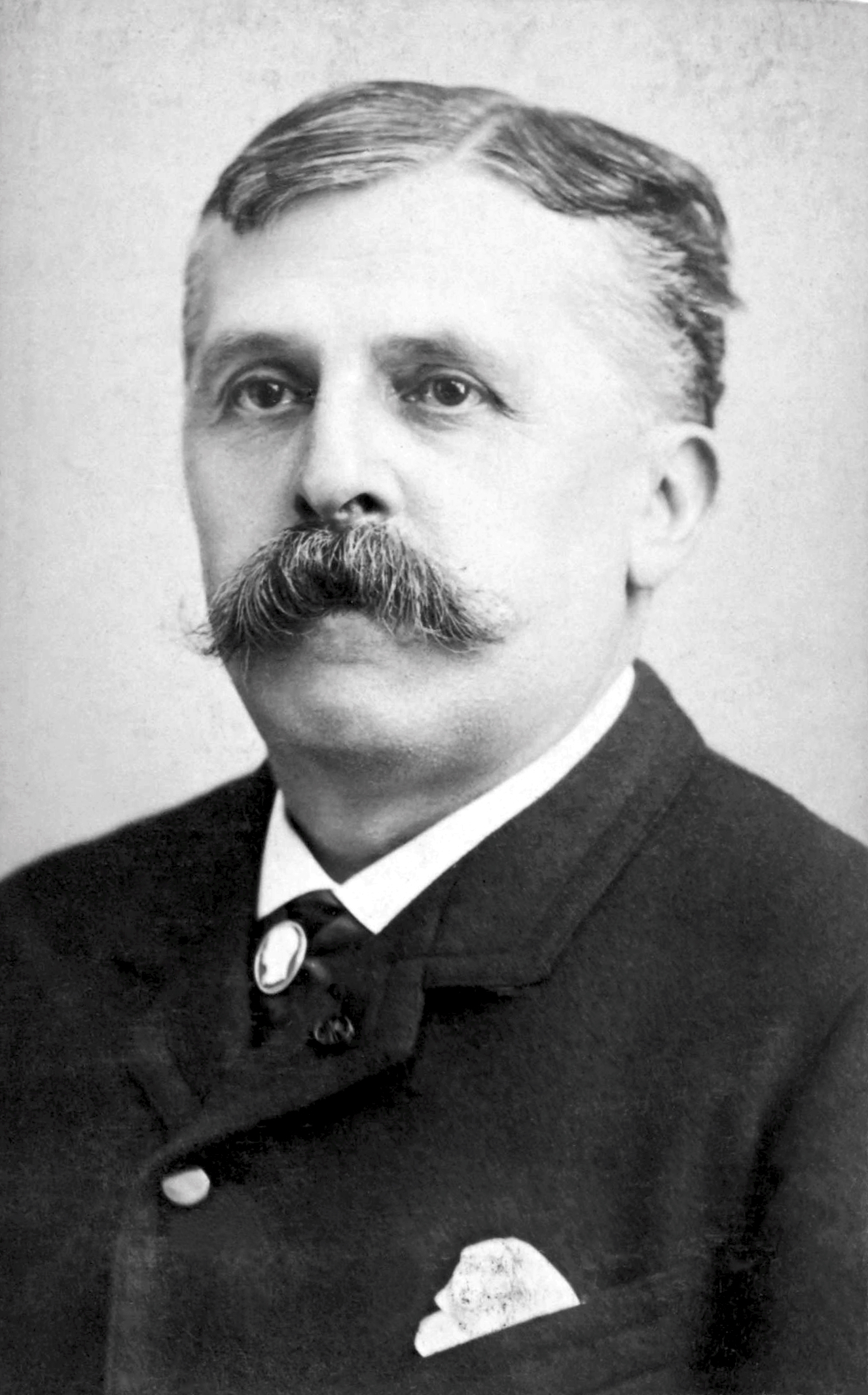
Georges Berger.

Elle porte le nom de l'ingénieur et député Georges Berger (1834-1910), qui habitait au no 8.

## Historique
Cette rue, ouverte par décret du 10 avril 1867, est un ancien tronçon de la rue Legendre qu'elle terminait à l'ouest.
Détachée de la rue Legendre, elle prend sa dénomination par arrêté du 16 juillet 1912, approuvé par décret du 26 août 1912.

## Bâtiments remarquables et lieux de mémoire
- La rue débouche sur le parc Monceau.
- No 4 : le peintre Robert Falcucci y vécut.
- No 6 : consulat général du Portugal à Paris.
- No 10 : immeuble construit en 1905-1906 par l’architecte Jacques Hermant[2].
- No 11 bis : hôtel particulier construit vers 1900[2]. Siège de la nonciature apostolique en France de 1897 à 1903[3],[4].
- No 12 : hôtel particulier de style néo-Renaissance[2].

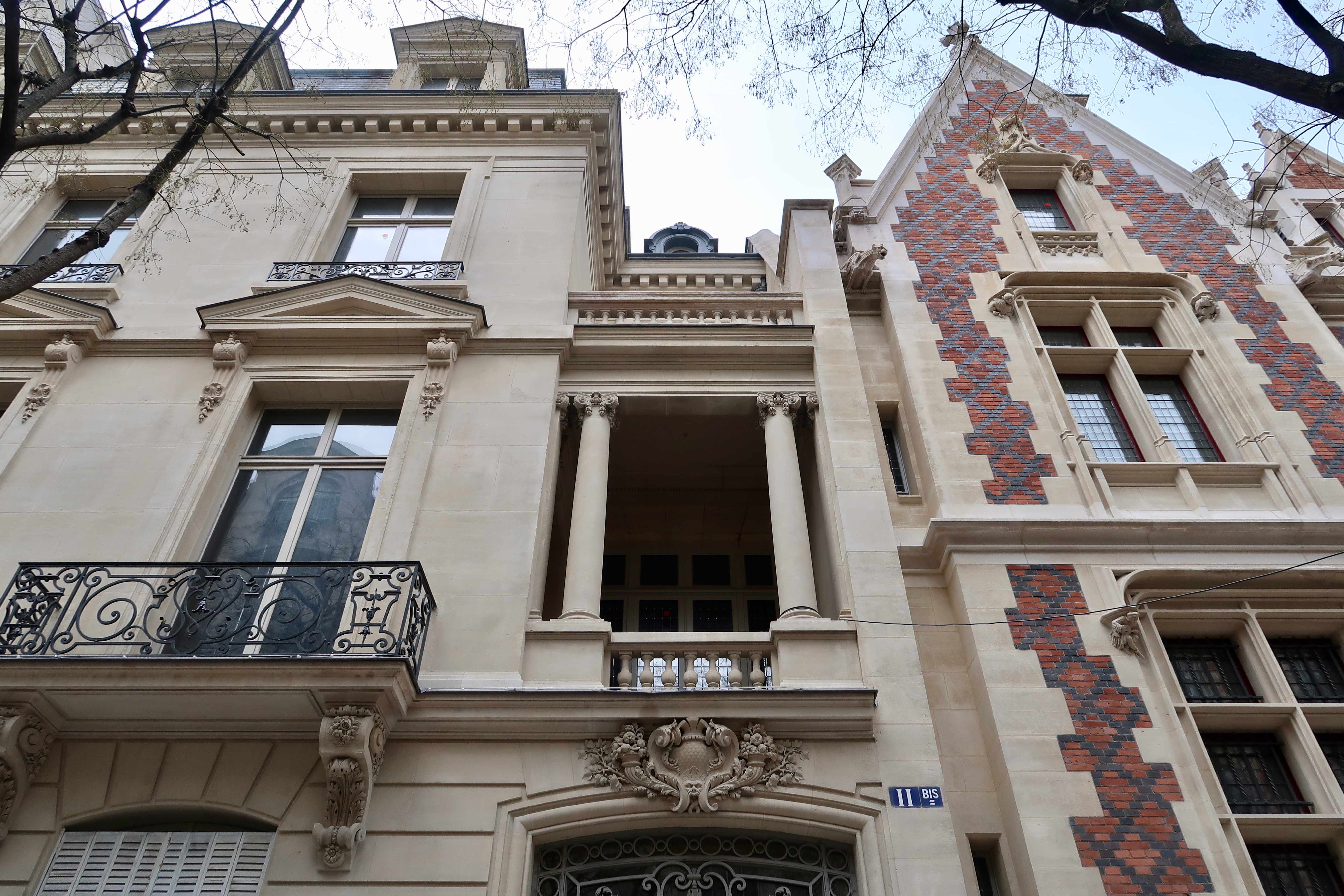
No 11 bis et ter.
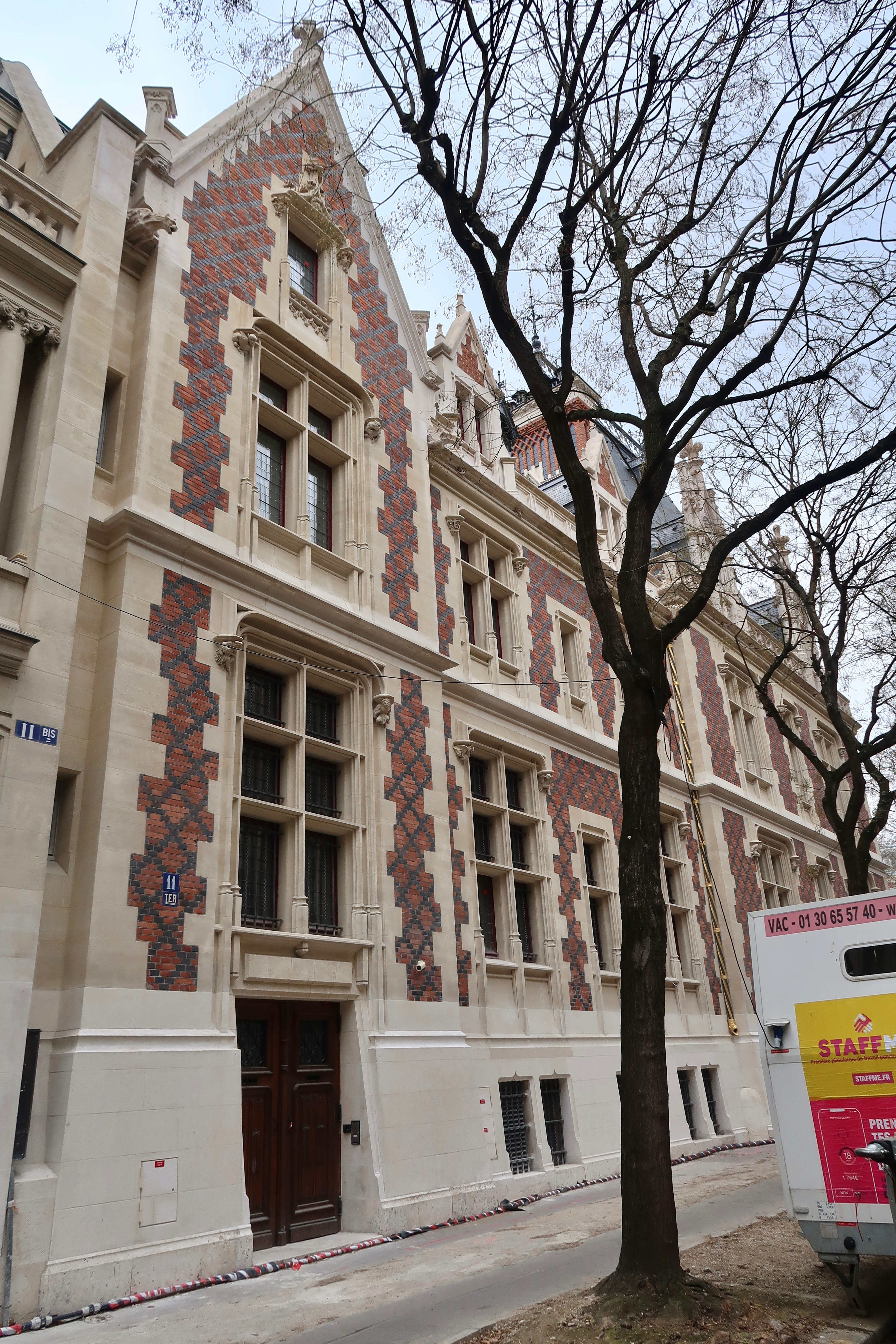
No 11 ter.